# Grigorij Duganow
Grigorij Iwanowicz Duganow, ros. Григорий Иванович Дуганов (ur. 20 kwietnia 1923 we wsi Krasnaja Dubrawa, w guberni orłowskiej, Rosyjska FSRR, zm. 1986, Rosyjska FSRR) – rosyjski piłkarz, grający na pozycji obrońcy, trener piłkarski.

## Kariera piłkarska
W wieku 18 lat został 11 grudnia 1941 powołany do Armii Czerwonej. Od 25 lipca 1942 do 15 maja 1943 wziął udział w walkach na frontach Donskim i Stalingradzkim, od 26 marca do 5 maja 1945 - na froncie Białoruskim. Miał kilka ran postrzałowych i kontuzji, w tym ciężkich. II wojnę światową ukończył w stopniu sierżanta. 12 maja 1945 odznaczony Orderem Czerwonej Gwiazdy.
W 1948 rozpoczął karierę piłkarską w drużynie Krylja Sowietow Moskwa, skąd w następnym roku przeniósł się do Torpeda Moskwa. W latach 1951–1952 bronił barw WMS Moskwa, a po jego rozformowaniu w 1953 przeszedł do klubu Torpedo Gorki, w którym zakończył karierę piłkarza w roku 1954.

## Kariera trenerska
Karierę szkoleniowca rozpoczął po zakończeniu kariery piłkarza. W 1956 stał na czele Torpeda Rostów nad Donem, który w 1958 zmienił nazwę na Rostsielmasz. Od czerwca 1959 do 24 lipca 1960 prowadził Kołhospnyk Połtawa. We wrześniu 1960 zmienił trenera Lewa Mastierowogo w Traktorze Stalingrad. Od lipca 1961 do 1962 zajmował stanowisko głównego trenera Zirki Kirowohrad. W 1962 najpierw pomagał trenować, a potem pełnił obowiązki głównego trenera klubu Zaria Penza. Następnie prowadził kluby Wołna Dzierżyńsk (1963), Torpedo Armawir (1964-1966), Kuzbass Kemerowo (1967), Trudowyje Riezierwy Kursk (1968-1969), Gazowik Orenburg (1970) i Torpedo Taganrog (1971).
Zmarł w 1986 w wieku 63 lat.

## Sukcesy i odznaczenia

### Sukcesy piłkarskie
Torpedo Moskwa
- zdobywca Pucharu ZSRR: 1949

Torpedo Gorki
- wicemistrz Klasy B ZSRR: 1953

### Odznaczenia
- tytuł Mistrza Sportu ZSRR: 1949
- Order Czerwonej Gwiazdy: 1945
- Order Wojny Ojczyźnianej II klasy: 1985